# Democede
(Erodoto, Le Storie, III, 125)
Democede di Crotone (in greco antico: Δημοκήδης?, Demokédes; Crotone, VI secolo a.C. – Crotone, V secolo a.C.) è stato un medico greco antico della scuola pitagorica; ebbe fama di buon guaritore.

## Biografia

### Primi anni
Figlio di Callifonte, sacerdote di Asclepio a Cnido, Democede frequentò la scuola medica pitagorica, "la migliore del mondo greco", e in seguito lasciò la città natale a causa di disaccordi con il padre.
Si diresse ad Egina, dove ricevette la somma di un talento all'anno per i suoi servizi medici; l'anno successivo si recò ad Atene, dove invece ricevette cento mine; l'anno seguente si trasferì a Samo alla corte del tiranno Policrate, che aumentò il suo compenso a due talenti, e partecipò con lui ad una fallimentare spedizione contro il satrapo persiano Orete: Policrate venne catturato e crocifisso, mentre Democede venne fatto prigioniero e condotto a Sardi.

### Presso la corte persiana
Il medico crotoniate venne chiamato ad esercitare la sua professione anche presso la potente corte del re di Persia Dario I, dove curò con successo una slogatura che il sovrano si era procurato alla caviglia cadendo da cavallo; quando Dario manifestò l'intenzione di mettere a morte i medici che non erano stati capace di curare questo male, fu Democede ad intercedere per la loro vita. Per le sue prestazioni ottenne una grande casa a Susa, un posto fisso alla tavola del re e molto oro, ma in realtà voleva ritornare nella sua patria e riavere la libertà.
Democede in seguito guarì la regina Atossa, moglie di Dario e figlia di Ciro II, colpita da un male al seno. La regina per riconoscenza lo aiutò a ritornare in patria: ingannando il re, gli propose di attaccare la Grecia e di mandare in avanscoperta Democede. Dario acconsentì e fece partire da Sidone in Fenicia il medico insieme a 15 ragguardevoli persiani incaricati di prendere appunti e non permettere la fuga del crotoniate.
Andarono prima in Grecia e poi nell'Italia meridionale, a Taranto. Qui il re della città, Aristofilide, per simpatia verso Democede cacciò in prigione i persiani accusandoli di spionaggio. Democede finalmente libero ritornò Crotone, dove sposò la figlia di Milone, il celebre lottatore crotoniate vincitore dei Giochi olimpici.
Aristofilide lasciò poi liberi i Persiani, che si diedero all'inseguire di Democede. Lo trovarono a Crotone e lo aggredirono, ma i Crotoniati li fermarono e bastonarono per difendere il concittadino. I Persiani dovettero scappare e ritornare in Asia.

### Nozze e morte
Il matrimonio con la figlia di Milone fu strategico per il medico, poiché il nome del lottatore Milone godeva grande prestigio presso Dario: queste nozze avevano lo scopo di far vedere a Dario che anche nella sua patria era tenuto in grande considerazione.
Con il matrimonio Democède entrò di fatto nella casta aristocratica dei pitagorici e quasi certamente la sua arte medica andò al servizio dei suoi concittadini, che tra il 509 e il 480 a.C. ebbero delle straordinarie vittorie alle Olimpiadi.
Nel 508 a.C. la scuola di Crotone venne distrutta per volere del nobile crotoniate Cilone e i Pitagorici furono dispersi. Democede cercò rifugio a Platea, ma qui venne assassinato da un certo Democrate, che si guadagnò la taglia posta sulla testa di tutti i Pitagorici.